# The Hands Resist Him
The Hands Resist Him (en español: Las manos lo resisten) es un óleo sobre lienzo, pintado en 1972 por Bill Stoneham, artista nacido en Oakland, California. En el cuadro destacan un niño y una muñeca femenina de pie delante de una puerta con paneles de vidrio, contra la cual se aprecian manos presionando hacia dentro (las manos están del otro lado de donde se encuentran los niños). Según el artista, el niño está inspirado en una fotografía de sí mismo a los cinco años y la puerta es una representación de la línea divisoria entre el mundo de la vigilia y el mundo de la fantasía y lo imposible, mientras que la muñeca es una guía que acompañará al niño. Las manos representan vidas o posibilidades alternativas.
La pintura adquirió cierta fama cuando se viralizó por Internet mediante una leyenda urbana surgida en torno a ella, cuando fue vendida en febrero del año 2000 en el sitio web de ventas eBay debido a la peculiar descripción que la vendedora realizó sobre el artículo de arte, afirmando que el cuadro estaba embrujado.

## Historia
Esta pintura fue exhibida por primera vez en la Galería Feingarten en Beverly Hills, durante la década de 1970. La pieza fue revisada por un crítico de Los Angeles Times. Durante la exposición, la pintura fue comprada por el actor John Marley, conocido por su papel como Jack Woltz en El Padrino. Tiempo después de la muerte de Marley, la pintura fue encontrada en una antigua fábrica de cerveza, por una pareja de ancianos de California. La pintura apareció en el sitio web de subastas eBay en febrero de 2000. Según el vendedor, la pareja mencionada, la pintura tenía algún tipo de maldición. Su descripción en eBay hacía una serie de afirmaciones de que la pintura estaba maldita o embrujada. Decían que los personajes de la pintura se movían durante la noche, y que ellos a veces dejaban la pintura y entraban en la habitación. También se incluía con el listado una serie de fotografías en las que se decía que éstas eran evidencia de un incidente en que el personaje de la muñeca amenazaba al personaje del niño con un arma que tenía en la mano, lo que le impulsó a intentar salir de la pintura. En la descripción, el vendedor se deslindaba de toda responsabilidad si alguien compraba la pintura.
La noticia de la peculiar pintura se propagó muy rápidamente por Internet, los usuarios compartían el enlace de la página o escribían notas de opinión al respecto. Algunas personas reportaron que al observar detenidamente la pintura se sintieron mal o tuvieron desagradables experiencias.
Después de una oferta inicial de U$199 dólares la pintura recibió 30 ofertas y finalmente se vendió por U$1025 dólares. El comprador, de Grand Rapids, Michigan, con el tiempo se contactó con Bill Stoneham y relató la insólita historia de su subasta en eBay y la adquisición de la misma. Dijo estar muy sorprendido por todas las historias e interpretaciones extrañas de las imágenes de la pintura. Según el artista, el objeto que sostiene la niña, que se piensa que es una pistola, es en realidad nada más que una pila seca y una maraña de cables. Además, Stoneham recuerda que tanto el dueño de la galería en la que se exhibió por primera vez la pintura como el crítico de arte que la revisó, murieron un año después de tener contacto con la obra.

## En la cultura popular
La imagen de The Hands Resist Him fue utilizada, con la debida autorización, en varios productos de la cultura popular. La pintura aparece en el corto Sitter de 2005, dirigida por A. D. Calvo.
La imagen aparece en la portada del CD de Divino Carnaval.
También aparece en el videojuego de aventuras argentino Scratches.[cita requerida]